# Characidium stigmosum
Characidium stigmosum är en fiskart som beskrevs av Melo och Buckup 2002. Characidium stigmosum ingår i släktet Characidium och familjen Crenuchidae. IUCN kategoriserar arten globalt som otillräckligt studerad. Inga underarter finns listade i Catalogue of Life.